# なん者・にん者・ぬん者
『なん者・にん者・ぬん者』（なんじゃ・にんじゃ・ぬんじゃ）は、斉藤洋による児童文学のシリーズである。絵は大沢幸子、出版元はあかね書房。1989年から1998年にかけて十五巻が刊行された。

## 舞台設定
舞台は戦国時代、場所は何田の国（なんだのくに）という小さな国で、よく物語にとなりの堂田の国（どうだのくに）が登場する。

## 登場人物

### 主要人物
雲隠ひなた丸 (くもがくれ ひなたまる)
主人公。まだ『にん者』の見習いの『なん者』である。
とんぼがえりをうってその間にねこのぬいぐるみに着替えるという『ねことんの術』を得意とする。
雲隠流は人手不足のため、見習いのひなた丸にもよく仕事が来る。
まる丸 (まるまる)
大イノシシ。ひなた丸と一緒に戦ったりと、ひなた丸の補助役になっている。
ひなた丸とくも丸の修行相手であり、友達。
雲隠三蔵 (くもがくれ さんぞう)
ひなた丸の祖父。『にん者』が技を極めた『ぬん者』である。
よくひなた丸に仕事を頼みに来る家老の申し出を断るも、結局はひなた丸に仕事をさせている。
家老 (かろう)
何田の国の家老。ひなた丸によく忍者の仕事を頼む。
何田のとのさま (なんだのとのさま)
何田の国のとのさま。『ねことんの術の巻』では神田（かんだ）という町に住んでいたため『なんだかんだのとのさま』と呼ばれていた。
犬神犬丸 (いぬがみ いぬまる)
ひなた丸と仲がいい忍者。もともとは堂田の国につかえていたが、後に亜々田の国（ああだのくに）に使えるようになる。
10頭の犬を呼び出す『犬とんの術』を得意とする。
雲隠くも丸 (くもがくれ くもまる)
木とんの術をとくいとするにん者。
ひなた丸の父親の弟、すなわち叔父である。

### 雲隠流
雲隠かげ丸 (くもがくれ かげまる)
ひなた丸の父で三蔵の長男。くも丸の兄。忍者の仕事でほとんど村にはいない。
本編にも名前しか登場しない。くも丸以上の忍者といえばかげ丸しかおらんが、と三蔵が発言しているところから雲隠流では三蔵に次ぐ実力の持ち主であることがうかがえる。
ひなた丸の母
雲隠流の女忍者（くのいち）で雲隠かげ丸の妻、ひなた丸の母親。名前は不明。
父と同じように忍者の仕事でほとんど村にはいない。ひなた丸とも数ヶ月に一度程度しか会えていない様子。
ひなた丸は母の前ではまだ甘えん坊で、母親を見つけると「母上ー」と駆け寄って抱きつこうとする。
竜宮乙姫がひなた丸を襲う時に、この母親に変装してひなた丸をだましている。
その他雲隠流の忍者
大人の忍者は仕事でほとんど村にはいないということになっていて、くも丸以外の忍者はほとんど登場しない。
くも丸が想いを寄せているくのいちがいるらしいことが『空蝉おとしの術の巻』であかされている。

### 龍宮流
龍宮亀々斎 (りゅうぐう かめかめさい)
雲隠流と敵対する龍宮流の統領。幻術を得意とする。
階級はぬん者と同じレベルの『すのびの者』。
龍宮乙姫 (りゅうぐう おとひめ)
変装を得意とするくノ一。子亀丸の母親。
龍宮子亀丸 (りゅうぐう こがめまる)
亀々斎の孫で乙姫の息子。見習いの『さのびの者』。
龍宮浦島丸 (りゅうぐう うらしままる)
変装を得意とする忍者。どんな相手でもまねることができる。子亀丸の父親。

### 何田の国のさむらい
町山良之助 (まちやま りょうのすけ)
かなり優しい性格のさむらい。
片平直之進 (かたひら なおのしん)
骨董品が大好きなさむらい。

### 海賊
星手宇留左衛門 (ほして うるざえもん)
海賊の統領。漁船から奪った魚を使ってひものを売っている。
黒三角の寛助
イルカを使う海賊の一人。イルカの背びれから『黒三角』という名前になった。

### 堂田の国
堂田のとのさま
とてもよくばりな大名で、多くの国を滅ぼして自分の領地にしてきた。
悪垣台章 (わるがきだいしょう)
堂田のとのさまの一番の部下。2000,3000の軍を持っている。
盆蔵岩庫之助 (ぼんくら がんこのすけ)
堂田の国の一番家老。もとは山賊である。

## 道具
みけねこのきぐるみ
ねことんの術に使用する。爪は鉄でできていて、対象に打撃を与えることが可能。
土とん竹づつ
土とんの術で土に隠れた際、呼吸をするための竹づつ。
おにぎり玉
水につけると大きくなるおにぎり。
土とん手袋
土の色をしており、土とんの術で土に入らなかった手をごまかすもの。
如意棒
水とんの術にも使える。
忍者刀
手裏剣
まきびし

## 書誌情報
- 斉藤洋作、大沢幸子絵『なん者・にん者・ぬん者』あかね書房、全15巻
  1. 『なん者ひなた丸ねことんの術の巻』1989年、ISBN 4-251-03821-5
  2. 『なん者ひなた丸白くもの術の巻』1989年、ISBN 4-251-03822-3
  3. 『なん者ひなた丸大ふくろうの術の巻』1990年、ISBN 4-251-03823-1
  4. 『なん者ひなた丸火炎もぐらの術の巻』1990年、ISBN 4-251-03824-X
  5. 『なん者ひなた丸月光くずしの術の巻』1991年、ISBN 4-251-03825-8
  6. 『なん者ひなた丸金とん雲の術の巻』1992年、ISBN 4-251-03826-6
  7. 『なん者ひなた丸津波がえしの術の巻』1992年、ISBN 4-251-03827-4
  8. 『なん者ひなた丸千鳥がすみの術の巻』1993年、ISBN 4-251-03828-2
  9. 『なん者ひなた丸黒潮がくれの術の巻』1994年、ISBN 4-251-03829-0
  10. 『なん者ひなた丸空蝉おとしの術の巻』1994年、ISBN 4-251-03830-4
  11. 『なん者ひなた丸南蛮づくしの術の巻』1995年、ISBN 4-251-03831-2
  12. 『なん者ひなた丸まぼろし衣切りの術の巻』1996年、ISBN 4-251-03832-0
  13. 『なん者ひなた丸むささび城封じの術の巻』1997年、ISBN 4-251-03833-9
  14. 『なん者ひなた丸ばけねこ鏡わりの術の巻』1997年、ISBN 4-251-03834-7
  15. 『なん者ひなた丸まどわし大ねことんの術の巻』1998年、ISBN 4-251-03835-5